# Мендес, Чед
Чед Эдвард Мендес (англ. Chad Edward Mendes; род. 1 мая 1985) — американский боец смешанных единоборств, выступавший в полулёгкой весовой категории. Был трёхкратным претендентом на титул чемпиона UFC.

## Борцовская карьера

### Высшая школа
Выступая за Hanford High School Мендес стал 8-м в штате Калифорния среди новичков в 2001 году. В 2002 году занял 5 место как юниор и в 2003 году 3 место в старшей возрастной группе. Отбирался на олимпиаду 2004 года в Афинах.

### NCAA
Мендес боролся и выступал за команду Калифорнийского политехнического университета. Он окончил свою карьеру с общим результатом 64-14.

## Карьера в смешанных единоборствах

### Ранние годы
Сделав для себя некоторые выводы, Чед решил заниматься смешанными единоборствами в команде Team Alpha Male. Он выступал в Palace Fighting Championship, где шёл без поражений.

### World Extreme Cagefighting
Мендес начал карьеру в WEC с боя с Эриком Кохом 6 марта 2010 года на турнире WEC 47. Тот бой окончился победой Чеда Мендеса единогласным решением. 24 апреля 2010 Мендес на турнире WEC 48 встретился с Энтони Моррисоном, и задушил его гильотиной ещё в первом раунде.
18 августа 2010 года на WEC 50 Чед сразился с Кабом Свонсоном, выиграв поединок единогласным решением судей.

## UFC
Чед Мендес перешёл из WEC в UFC в 2011 году. В первом бою против Митихиро Омигава, Чед выиграл единогласным решением. Бой прошел 5 февраля 2011 года в городе Лас-Вегас. В титульном бою с Альдо за пояс чемпиона полулегкого дивизиона он проиграл нокаутом в первом раунде. После поражения Мендес набрал неплохую форму и долгое время занимал первую строчку в рейтинге полулегкого веса. Тем самым заслужив ещё один титульный бой против Жозе, но и там он проиграл единогласным решением. Два последних своих боя он проиграл нокаутом, Макгрегору во втором раунде на UFC 189 и Фрэнки Эдгару в первом раунде на TUF 22 Finale. На данный момент он занимает третью строчку в рейтинге полулегковесов.
В июле 2016 года был дисквалифицирован на 2 года из-за употребления стимулятора выработки гормона роста (GHRP-6), который нарушает антидопинговую политику USADA. Первый бой после возвращения провел 14 июля 2018 года против Майлса Джури и победил техническим нокаутом в первом раунде. 29 декабря 2018 года на UFC 232 уступил Александру Волкановски техническим нокаутом (удары) во втором раунде. После этого поражения принял решение завершить карьеру бойца.

## Статистика
| Боёв 25  | Побед 19 | Поражений 6 |
| -------- | -------- | ----------- |
| Нокаутом | 9        | 4           |
| Сдачей   | 2        | 0           |
| Решением | 8        | 2           |

| Результат | Рекорд | Соперник              | Способ                      | Турнир                                                    | Дата             | Раунд | Время | Место                          | Примечание                                                                           |
| --------- | ------ | --------------------- | --------------------------- | --------------------------------------------------------- | ---------------- | ----- | ----- | ------------------------------ | ------------------------------------------------------------------------------------ |
| Поражение | 19-6   | Эдди Альварес         | Раздельное решение          | BKFC 41                                                   | февраля 19, 2022 | 5     | 2:00  | Брумфилд, Колорадо, США        | Дебют в лёгком весе; бой по кулачным боям. «Лучший бой вечера»; «Бой года»           |
| Победа    | 19-5   | Джошуа Альварес       | TKO (удары)                 | BKFC Knucklemania 2                                       | апреля 29, 2023  | 4     | 1:34  | Голливуд, Флорида, США         | Дебют в лёгком весе; бой по кулачным боям                                            |
| Поражение | 18-5   | Александр Волкановски | Технический нокаут (удары)  | UFC 232                                                   | 29 декабря 2018  | 2     | 4:14  | Инглвуд, Калифорния, США       | «Лучший бой вечера» (2)                                                              |
| Победа    | 18-4   | Майлс Джури           | Технический нокаут (удары)  | UFC Fight Night: dos Santos vs. Ivanov                    | 14 июля 2018     | 1     | 2:51  | Бойсе, Айдахо, США             | «Выступление вечера» (2)                                                             |
| Поражение | 17-4   | Фрэнки Эдгар          | Нокаут (удар)               | The Ultimate Fighter: Team McGregor vs. Team Faber Finale | 11 декабря 2015  | 1     | 2:28  | Лас-Вегас, Невада, США         |                                                                                      |
| Поражение | 17-3   | Конор Макгрегор       | Технический нокаут (удары)  | UFC 189                                                   | 11 июля 2015     | 2     | 4:57  | Лас-Вегас, Невада, США         | Бой за временный титул чемпиона UFC в полулёгком весе                                |
| Победа    | 17-2   | Рикардо Ламас         | Технический нокаут (удары)  | UFC Fight Night: Mendes vs. Lamas                         | 4 апреля 2015    | 1     | 2:45  | Фэрфакс, Виргиния, США         | «Выступление вечера» (1)                                                             |
| Поражение | 16-2   | Жозе Алду             | Единогласное решение        | UFC 179                                                   | 25 октября 2014  | 5     | 5:00  | Рио-де-Жанейро, Бразилия       | Бой за титул чемпиона UFC в полулёгком весе; «Лучший бой вечера» (1); «Бой года» (1) |
| Победа    | 16-1   | Ник Ленц              | Единогласное решение        | UFC on Fox: Johnson vs. Benavidez 2                       | 14 декабря 2013  | 3     | 5:00  | Сакраменто, Калифорния, США    |                                                                                      |
| Победа    | 15-1   | Клей Гвида            | Технический нокаут (удары)  | UFC 164                                                   | 31 августа 2013  | 3     | 0:30  | Милуоки, Висконсин, США        | «Лучший нокаут вечера» (1)                                                           |
| Победа    | 14-1   | Даррен Элкинс         | Нокаут (удары)              | UFC on Fox: Henderson vs. Melendez                        | 20 апреля 2013   | 1     | 1:08  | Сан-Хосе, Калифорния, США      |                                                                                      |
| Победа    | 13-1   | Йаотзин Меза          | Нокаут (удары)              | UFC on FX: Sotiropoulos vs. Pearson                       | 15 декабря 2012  | 1     | 1:55  | Голд-Кост, Австралия           |                                                                                      |
| Победа    | 12-1   | Коди Маккензи         | Технический нокаут (удары)  | UFC 148                                                   | 7 июля 2012      | 1     | 0:31  | Лас-Вегас, Невада, США         |                                                                                      |
| Поражение | 11-1   | Жозе Алду             | Нокаут (колено)             | UFC 142                                                   | 14 января 2012   | 1     | 4:59  | Рио-де-Жанейро, Бразилия       | Бой за титул чемпиона UFC в полулёгком весе.                                         |
| Победа    | 11-0   | Рани Яхья             | Единогласное решение        | UFC 133                                                   | 6 августа 2011   | 3     | 5:00  | Филадельфия, Пенсильвания, США |                                                                                      |
| Победа    | 10-0   | Митихиро Омигава      | Единогласное решение        | UFC 126                                                   | 5 февраля 2011   | 3     | 5:00  | Лас-Вегас, Невада, США         |                                                                                      |
| Победа    | 9-0    | Хавьер Васкес         | Единогласное решение        | WEC 52                                                    | 11 ноября 2010   | 3     | 5:00  | Лас-Вегас, Невада, США         |                                                                                      |
| Победа    | 8-0    | Каб Свонсон           | Единогласное решение        | WEC 50                                                    | 18 августа 2010  | 3     | 5:00  | Лас-Вегас, Невада, США         |                                                                                      |
| Победа    | 7-0    | Энтони Моррисон       | Удушающий приём (гильотина) | WEC 48                                                    | 24 апреля 2010   | 1     | 2:13  | Сакраменто, Калифорния, США    |                                                                                      |
| Победа    | 6-0    | Эрик Кох              | Единогласное решение        | WEC 47                                                    | 6 марта 2010     | 3     | 5:00  | Колумбус, Огайо, США           |                                                                                      |
| Победа    | 5-0    | Майк Джой             | Единогласное решение        | TPF 1: Tachi Palace Fights 1                              | 8 октября 2009   | 3     | 5:00  | Лемур, Калифорния, США         |                                                                                      |
| Победа    | 4-0    | Стивен Силер          | Нокаут (удары)              | TPF: Best of Both Worlds                                  | 16 июля 2009     | 1     | 0:44  | Лемур, Калифорния, США         |                                                                                      |
| Победа    | 3-0    | Арт Арсиньега         | Единогласное решение        | PFC: Best of Both Worlds 2                                | 23 апреля 2009   | 3     | 3:00  | Лемур, Калифорния, США         |                                                                                      |
| Победа    | 2-0    | Леланд Гридли         | Технический нокаут (удары)  | PFC: Best of Both Worlds                                  | 6 февраля 2009   | 2     | 1:58  | Лемур, Калифорния, США         |                                                                                      |
| Победа    | 1-0    | Джованни Энкарнасьон  | Удушающий приём (сзади)     | PFC 10: Explosive                                         | 26 сентября 2008 | 1     | 2:06  | Лемур, Калифорния, США         |                                                                                      |